# Perales del Puerto
Perales del Puerto és un municipi de la província de Càceres, a la comunitat autònoma d'Extremadura (Espanya).

## Demografia
| 2001 | 2002 | 2003 | 2004 | 2005 | 2006 |
| ---- | ---- | ---- | ---- | ---- | ---- |
| 1013 | 1015 | 1013 | 992  | 985  | 992  |